# 아프로비트

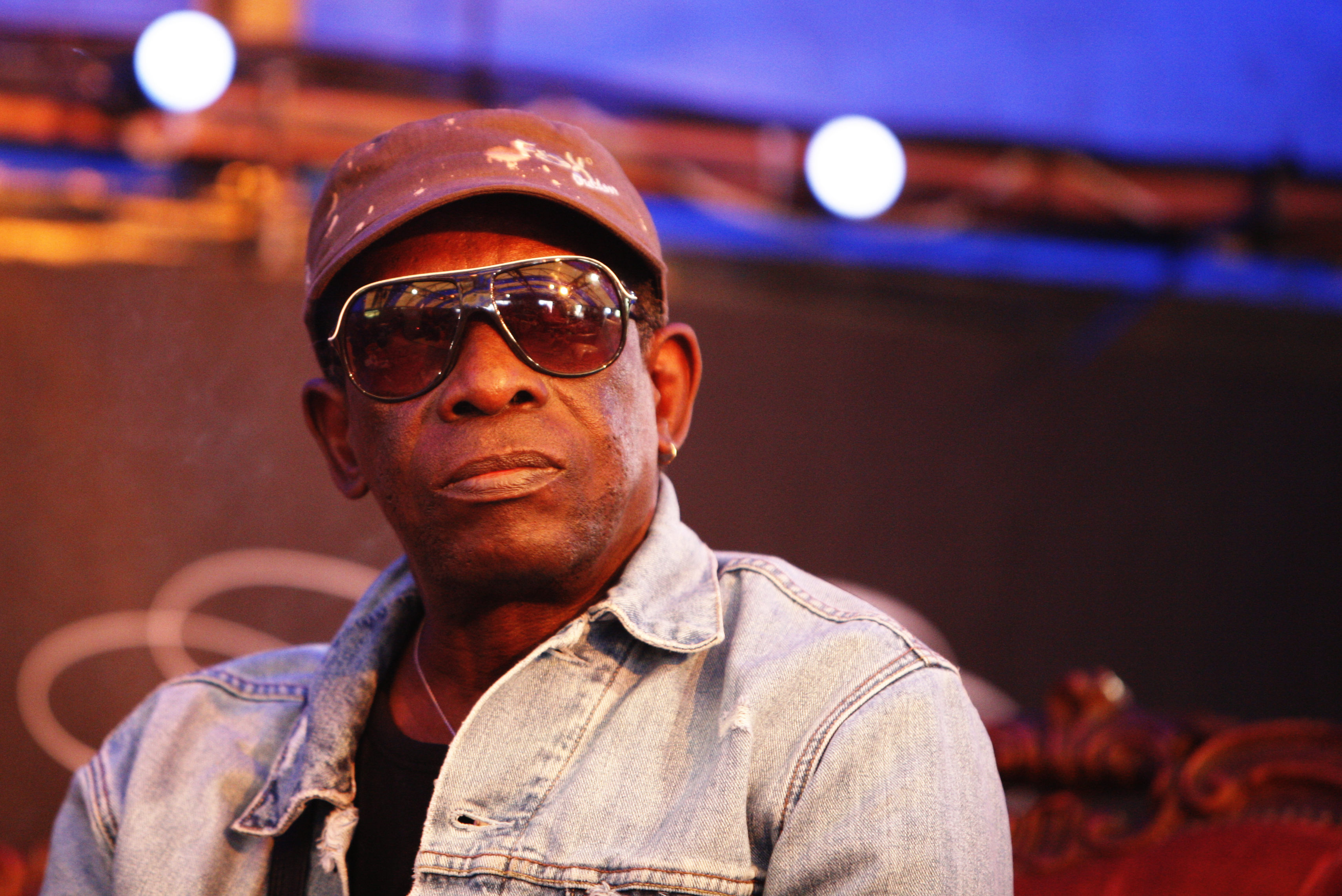

아프로비트(Afrobeat)는 후지 음악과 미국의 펑크, 재즈 등의 서아프리카 음악 스타일의 요소를 결합한 서아프리카 음악 장르로, 구호를 외치는 소리, 복잡한 교차 리듬, 타악기에 초점을 맞추고 있다.

## 기원
아프로비트는 1960년대 초 가나에서 시작되었는데, 이후 1970년대에 당시의 다른 음악으로 실험했던 펠라 쿠티가 나이지리아로 수출했다. 나이지리아에 도착하자마자 쿠티는 자신의 그룹의 이름을 아프리카 '70으로 바꾸었다. 이 밴드는 1970년부터 1975년까지 아프리카 신사에 5년 동안 거주했고, 나이지리아 젊은이들 사이에서 아프로비트가 번성했다. 펠라 쿠티 이외에도 페미 쿠티, 토니 앨런, 마누 디방고는 아프로비트의 선구자로 여겨진다.
그와 래그바하의 음악에서 선입견은 나이지리아 원주민의 하모니와 리듬으로 다른 요소들을 취해서 결합하고 현대화하고 즉흥적으로 연주한다. 쿠티 설립자는 사회변화의 길을 닦기 위해 사회적 비판을 사용했기 때문에 정치는 아프로비트에게 필수적이다. 그의 메시지는 대립적이고 논란의 여지가 있는 것으로 묘사될 수 있는데, 이것은 1970년대 대부분의 아프리카 국가들의 정치적 풍토와 관련될 수 있는데, 그들 중 다수는 식민 통치에서 자기 결정으로의 전환에서 회복하면서 정치적 부정과 군사 부패를 다루고 있었다. 아프리카 대륙에 퍼지면서 많은 밴드들이 그 스타일을 시작했다. 이들 밴드의 음반과 곡들은 원래 국가 밖에서 듣거나 내보내는 경우는 드물었지만, 지금은 전문 음반 가게에서 컴필레이션 음반과 CD를 찾을 수 있다.

## 같이 보기
- 펑크
- 제임스 브라운